# 유민영 (기업인)
유민영(1967년 ~ )은 대한민국의 커뮤니케이션 컨설팅 전문가이다.

## 학력
- 동암고등학교
- 성균관대학교  신문방송학과 학사

## 경력
- 노무현 대선기획단 선거대책위원회 홍보팀 부장
- 김근태 민주통합당 상임고문 비서관
- 청와대 대변인실 행정관
- 청와대 연설기획비서관실 행정관
- 청와대 춘추관 선임행정관
- 청와대 춘추관 관장
- <피크15> 커뮤니케이션 대표
- 한림국제대학원대학교 겸임교수
- 성균관대학교 언론정보대학원 겸임교수
- 경희대학교 언론정보대학원 겸임교수
- 우석대학교 신문방송학과 초빙교수
- 에이케이스 수석 컨설턴트
- 네이버뉴스 편집자문위원회 위원
- 대통령비서실 국민소통수석실 홍보기획비서관

## 저서

### 공저
- 김봉수 등. 《평판 사회》. 알에이치코리아. 2015년. ISBN 9788925556024